# Joel Andersson (volleybollspelare)
Joel Andersson, född  13 juni 2000 i Sverige, är en beachvolley- och volleybollspelare (libero) som spelar i landslaget.
Anderssons moderklubb är Norsjö Volley. Då det främst är en damklubb tränade han med deras tjejlag samt med mer avlägsna killag under uppväxten. Han blev 2019 Charlotte Kalla-stipendiat. Förutom för moderklubben har Andersson spelat för olika Elitserie-klubbar. Sedan 2023 spelar han för Kyyjärven Kyky i Finland.
I beachvolley spelar han tillsammans med landslagskollegan Alfred Brink med vilken han tog brons vid U20-EM 2019 och 2023 vann sin första turnering på Swedish Beach Tour. Tidigt i karriären spelade han även beachvolley tillsammans med David Åhman. Joels syster Emmy Andersson spelar liksom sin bror i landslaget.